# Genesius z Arles
Genesius z Arles také Genesius z Říma (3. století Arles – 4. století Arles) byl křesťanský mučedník a notář za vlády Maximiana. Jeho svátek je slaven 25. srpna. Je patronem všech notářů a písařů. Zemřel v roce 303 nebo 308.